# Liste der Kulturdenkmale in Zittau

Wappen von Zittau

In der Liste der Kulturdenkmale in Zittau sind die Kulturdenkmale der sächsischen Stadt Zittau verzeichnet, die bis April 2019 vom Landesamt für Denkmalpflege Sachsen erfasst wurden (ohne archäologische Kulturdenkmale). Die Anmerkungen sind zu beachten.
Diese Aufzählung ist eine Teilmenge der Liste der Kulturdenkmale im Landkreis Görlitz.

## Aufteilung

Gliederung der Stadt Zittau

Wegen der großen Anzahl von Kulturdenkmalen in Zittau sind die Kulturdenkmale in den Stadt- und Ortsteilen in Teillisten aufgeführt.
| Kulturdenkmale in Zittau-… |
| -------------------------- |
| Dittelsdorf                |
| Drausendorf                |
| Eichgraben                 |
| Hartau                     |
| Hirschfelde                |
| Pethau                     |
| Schlegel                   |
| Wittgendorf                |
| Zittau Zentrum (A–J)       |
| Zittau Zentrum (K–Z)       |
| Zittau Nord                |
| Zittau Ost                 |
| Zittau Süd                 |
| Zittau West                |

## Übergreifende Sachgesamtheiten
| Bild           | Bezeichnung                                                         | Lage                              | Datierung                                                            | Beschreibung | ID       |
| -------------- | ------------------------------------------------------------------- | --------------------------------- | -------------------------------------------------------------------- | --- | -------- |
|                | Zittauer Mandau-Hochufer (Sachgesamtheit)                           | (an der Mandau) (Karte)           | Ab 1895                                                              | Sachgesamtheit Zittauer Mandau-Hochufer, mit folgenden Einzeldenkmalen: Straßenbrücken (siehe auch Einzeldenkmal 09271908, Brücke Äußere Oybiner Straße; Einzeldenkmal 09302207, Brücke Friedensstraße; Einzeldenkmal 09302206, Brücke Südstraße), Pegelhaus (Einzeldenkmal 09303720) und mit folgendem Sachgesamtheitsteil: reguliertes Mandau-Flussbett mit beidseitiger Baumreihe und Promenaden, Abschnitt entlang Külzufer und Schliebenstraße, westliche Grenze: Goldbachstraße, östliche Grenze: Einmündung der Mandau in die Neiße nahe der Straße An der Friedensgrenze; Beispiel für ein stadtbildprägendes Hochwasserschutzbauwerk in Verbindung mit einer Promenade, dazu die Natursteinbrücken im Zuge der Äußernen Oybiner Straße, der Südstraße und der Friedensstraße, Dokument integrierter Stadt-, Verkehrs- und Grünplanung aus der Zeit um 1900, städtebaulich dominierender Grünzug der südlichen Zittauer Stadtgebiete, nach dem Grünen Ring um die Altstadt zweites „grünes Band“ der Stadt. Ab 1895 angelegt zur Regulierung des Mandauhochwassers und als Voraussetzung für die weitere städtebauliche Entwicklung der südlichen Stadtgebiete, einheitlich konzipierte und realisierte Anlage mit Baumpflanzungen, begleitenden Straßenzügen (Külzufer, Schliebenstraße) und den Natursteinbogenbrücken. | 09303687 |
|                | Ringanlagen (Sachgesamtheit)                                        | (Altstadt) (Karte)                | 19. Jahrhundert                                                      | Sachgesamtheit Ringanlagen, Promenadenring mit folgenden Einzeldenkmalen: Kleine Bastei (Obj. 08992285), Fleischerbastei (Obj. 09270368), Haberkorn-Denkmal (Obj. 08992283), Kriegerdenkmal (Obj. 09270381), Konstitutionssäule (Obj. 09270378), Steinbank an der Fleischerbastei (Obj. 09301996), Schleifermännchen-Brunnen (Obj. 08992283), Brunnen an der Ludwigstraße (Obj. 09301997), Brunnen am Heinrich-Heine-Platz (Obj. 08992273), Brunnen an der Inneren Weberstraße (Obj. 09301928) und Brunnen an der Zirkusallee (Obj. 08992390) sowie mit allen Bestandteilen der im 19. Jahrhundert an Stelle der geschleiften Befestigungsanlagen geschaffenen Grünanlagen (Sachgesamtheitsteil und Gartendenkmal) mit Wegen, Treppen, Gewächsen und Gittern; geschichtlich, ortsgeschichtlich, ortsbildprägend und gartenkünstlerisch von Bedeutung | 08992283 |
| Weitere Bilder | Schmalspurbahn Zittau–Kurort Oybin/Kurort Jonsdorf (Sachgesamtheit) | (entlang der Bahnstrecke) (Karte) | November/Dezember 1890 (Strecke Zittau–Oybin und Bertsdorf–Jonsdorf) | Sachgesamtheit Schmalspurbahn Zittau–Oybin/Jonsdorf, mit folgenden Einzeldenkmalen: Eisenbahn-Gebäude in Zittau, siehe unter den Adressen Am Vorstadtbahnhof 3 (Einzeldenkmal 09271990), Bahnhofstraße 39 (Einzeldenkmal 08992522), Bahnhofstraße 41 (Einzeldenkmal 09271987), Görlitzer Straße (bei Nr. 1, Einzeldenkmal 09271988), Martin-Wehnert-Platz 7 (Einzeldenkmal 09271989), weiterhin der historische Fahrzeugpark mit: Lokomotiven 99 731, 99 735 von 1928, 99 749, 99 750 von 1929, 99 757, 99 758, 99 760 von 1933, 99 787 von 1955, 99 4532 von 1924, 99 555 von 1906, VT 137 322 von 1938, Personenwagen 970-241, -243, -262, -274, -314, -397, -403, -415, -454, -519, -534, -563, -571. Gepäckwagen 974-101, -103, -104, -112. Güterwagen 97-09-51, 97-10-05, 97-10-13, 97-10-99, 97-13-37, 97-13-72, 97-10-14, 97-10-18, 97-23-19, 97-19-67, 97-24-32, 97-24-58. Der Schneepflug 97-09-58. 32 Stück Rollfahrzeuge 97-01-47, 97-02-08, -44, -73. 97-03-11, -32, -55, -74. 97-04-11, -26, -29, -36, -47, -50, -53, -60, -68(G10), -80, -84, -87, -88, -93, -98. 97-05-31. 97-06-00, -25, -24, -46, -64, -80. 97-08-69. 97-09-33 (Heberleinbremse), weiterhin den folgenden Sachgesamtheitsteilen: der Trasse, dem Gleisplan der Bahnhofsgleise und Abstellanlagen, Lichttrasse am Kleinbahnhof (Bahnhofstraße 41, fünf Lampen, davon zwei Stahlmasten und drei Holzmasten), Streckenausrüstung mit Hektometersteinen, Freileitung für Strecken- und Bahnhofstelefone, Planum des zweiten Streckengleises zwischen Zittau-Vorstadt und Oybin, Mühlgrabenbrücke des Hospitalmühlgrabens (mit Rückstauklappe gegen das Neißehochwasser), Prinz-Friedrich-August-Brücke (angefügte Eisenbahnbrückenträger an eine Straßenbrücke bei schräger Überfahrt), Straßenunterführung mit Stützmauer, Stahlträgerbrücke mit Futtermauern, Bahnkörper der ehemaligen Linie Zittau–Hermsdorf sowie den Streckenabschnitten in den Orten Jonsdorf, Olbersdorf und Oybin (siehe hierzu auch die Sachgesamtheitsbestandteile 08992538, 08992536, 09302077); baugeschichtlich, verkehrshistorisch, eisenbahngeschichtlich und technikgeschichtlich von Bedeutung, die Zweigleisigkeit ist eine schützenswerte Besonderheit der Schmalspurbahn. | 08992260 |

## Tabellenlegende
- Bild: Bild des Kulturdenkmals, ggf. zusätzlich mit einem Link zu weiteren Fotos des Kulturdenkmals im Medienarchiv Wikimedia Commons. Wenn man auf das Kamerasymbol klickt, können Fotos zu Kulturdenkmalen aus dieser Liste hochgeladen werden:
- Bezeichnung: Denkmalgeschützte Objekte und ggf. Bauwerksname des Kulturdenkmals
- Lage: Straßenname und Hausnummer oder Flurstücknummer des Kulturdenkmals. Die Grundsortierung der Liste erfolgt nach dieser Adresse. Der Link (Karte) führt zu verschiedenen Kartendiensten mit der Position des Kulturdenkmals. Fehlt dieser Link, wurden die Koordinaten noch nicht eingetragen. Sind diese bekannt, können sie über ein Tool mit einer Kartenansicht einfach nachgetragen werden. In dieser Kartenansicht sind Kulturdenkmale ohne Koordinaten mit einem roten bzw. orangen Marker dargestellt und können durch Verschieben auf die richtige Position in der Karte mit Koordinaten versehen werden. Kulturdenkmale ohne Bild sind an einem blauen bzw. roten Marker erkennbar.
- Datierung: Baubeginn, Fertigstellung, Datum der Erstnennung oder grobe zeitliche Einordnung entsprechend des Eintrags in der sächsischen Denkmaldatenbank
- Beschreibung: Kurzcharakteristik des Kulturdenkmals entsprechend des Eintrags in der sächsischen Denkmaldatenbank, ggf. ergänzt durch die dort nur selten veröffentlichten Erfassungstexte oder zusätzliche Informationen
- ID: Vom Landesamt für Denkmalpflege Sachsen vergebene, das Kulturdenkmal eindeutig identifizierende Objekt-Nummer. Der Link führt zum PDF-Denkmaldokument des Landesamtes für Denkmalpflege Sachsen. Bei ehemaligen Kulturdenkmalen können die Objektnummern unbekannt sein und deshalb fehlen bzw. die Links von aus der Datenbank entfernten Objektnummern ins Leere führen. Ein ggf. vorhandenes Icon  führt zu den Angaben des Kulturdenkmals bei Wikidata.